# Koppelisaari (ö i Södra Savolax, S:t Michel, lat 61,51, long 27,96)
Koppelisaari är en ö i Finland. Den ligger i sjön Saimen och i kommunen Puumala i den ekonomiska regionen  S:t Michel och landskapet Södra Savolax, i den södra delen av landet, 220 km nordost om huvudstaden Helsingfors. Öns area är 3 hektar och dess största längd är 280 meter i nord-sydlig riktning.